# Vysoká škola zdravotníctva a sociálnej práce sv. Alžbety Bratislava, Detašované pracoviště Praha
Vysoká škola zdravotníctva a sociálnej práce sv. Alžbety Bratislava n.o., zřídila dekretem rektora školy v říjnu roku 2005 detašované pracoviště Praha, které je akreditovaným zahraničním pracovištěm spadajícím pod Fakultu Misijní práce a tropického zdravotníctva. Sídlo tohoto pracoviště je v pražské Bubenči, výukovou základu má pak v Praze 3 na Žižkově.

## Studijní program
Detašované pracoviště Praha realizuje vzdělávací obor Sociální práce v programu Misijní a charitativní práce. Tento jedinečný studijní program umožňuje v rámci multidisciplinárního dialogu skloubit poznatky ze sociální a charitativní práce s prací misijní a pastorační.
Absolventi tohoto studijního oboru se uplatňují v širokém spektru sociálních a pastoračně-misijních služeb: v sociální sféře (domov seniorů, hospic, dětský domov, chráněné bydlení a dílny, mateřská centra, dětská centra), ve výchovně vzdělávacích procesech (domovy mládeže, školní družiny, volnočasové aktivity), samostatné přípravě grantových projektů, výuce náboženské a etické výchovy. Součástí studijního plánu je výuka cizího jazyka. Absolventi jsou v cizím jazyce vybaveni základní odbornou slovní zásobou v oblasti sociální práce.
Absolventi jsou připravováni tak, aby vyhověli požadavkům na odbornou způsobilost dle zákona 108/2006 Sb.

## Konference
V květnu 2013 uspořádala VŠ ZaSP sv. Alžbety, detašované pracoviště Praha ve spolupráci s Husovým institutem teologických studií v Praze mezinárodní konferenci na téma Humanitární pomoc a rozvojová spolupráce v roce 2013 a další aspekty pomoci. Jako výstup z této konference byla ve spolupráci s Husovým institutem teologických studií vydána stejnojmenná publikace.

## Publikační činnost
VŠ ZaSP sv. Alžbety, detašované pracoviště Praha nemá vlastní ediční řadu, ale spolupracuje s Husovým institutem teologických studií, který vydává skripta pro studenty školy.

## Významní pedagogové
Prof. ThDr. Zdeněk Kučera, je český teolog, duchovní Církve československé husitské, filozof, profesor Husovy československé bohoslovecké fakulty a Husitské teologické fakulty Univerzity Karlovy
Prof. ThDr. Milan Salajka, byl český teolog, duchovní Církve československé husitské, profesor a děkan Husovy československé bohoslovecké fakulty v Praze, po roce 1990 profesor Husitské teologické fakulty Univerzity Karlovy, publicista, překladatel z němčiny, novinář, redaktor, editor a ekumenický pracovník.
Prof. ThDr. Zdeněk Sázava, je český teolog, biblista-novozákoník, publicista, editor, duchovní Církve československé husitské, emeritní profesor Husovy československé bohoslovecké fakulty v Praze, po roce 1990 Husitské teologické fakulty Univerzity Karlovy.
ThDr. Tomáš Butta, Th.D., je duchovní a VIII. biskup-patriarcha Církve československé husitské. V roce 1997 získal doktorát teologie, týž rok začal působit jako farář v Praze a současně jako odborný asistent na Husitské teologické fakultě Univerzity Karlovy. V roce 1999 byl zvolen generálním tajemníkem osmého sněmu Církve československé husitské. Je autorem řady písní, divadelních her i odborných prací.
Mezi další pedagogy školy patří uznávaný misiolog prof. PhDr. Ing. Ladislav Bučko, Ph.D., a fyziolog a genetik prof. RNDr. Jiří Mejsnar, DrSc.